# 印式满洲菜
印式满洲菜（英語：manchurian）是印式中餐里的一类经过油炸并裹上以酱油调味的酱汁的菜肴，包括满洲鸡、满洲花椰菜、满洲虾、满洲羊肉、满洲奶豆腐等。印式满洲菜是迎合印度人口味的中国菜的变体，并成为了印式中餐里重要的一部分。然而在中国它并不为人所知。
这种“满洲菜”也是巴基斯坦式中国菜的一部分。

## 背景
19世纪，有大量的来自大清国的广府和客家人到英属印度的重要城市加尔各答生活，广府人主要从事木工和造船，而客家人从事制革和食品贸易。1850年，在加尔各答的旧唐人街，第一家中国饭店开业。最初这些中国饭店的食客来自中国移民，少有外人光顾。1920年代，豪华的“南京餐厅”开业，开始向华人社区以外的食客提供中国菜。到1960年代，炒面、排骨等中国菜已经出现在街头小吃摊上。

## 创制
尽管这类菜式以“满洲”冠名，实际上它与满族饮食和（东北菜）并无关系。1975年，出生于加尔各答的华裔黃玉堂（Nelson Wang）在孟买为印度板球俱乐部发明了“满洲鸡”（chicken manchurian）。据他本人回忆，他使用蒜、姜、青椒等印度菜常用的食材，以酱油取代常用的葛拉姆馬薩拉，再加上裹上淀粉糊的鸡肉而创造了这道菜。在有大量素食者的印度，满洲鸡的素食版本是满洲花椰菜（gobi manchurian）。

## 种类
印式满洲菜有两种主要的风格：干式（脆口）以及汤汁式。两者的基础做法是类似的，也都最后撒上青葱以装饰。在一些菜谱中味精是必须的调料，尽管一些人仍然怀有对味精的担忧。
一些巴基斯坦餐厅也提供这种“满洲菜”，所以甚至也有说法称印式满洲菜是巴基斯坦菜。

### 干式
过油炸好的鸡肉块或其他食材块直接装盘，通常作为小食或者前菜，并辅以一碟番茄酱。这种做法适合下酒，例如在酒馆里搭配冰镇啤酒。

### 汤汁式
过油炸好的鸡肉块或其他食材块放在咖喱汤汁里，通常配米饭（白饭或炒饭），作为主菜。

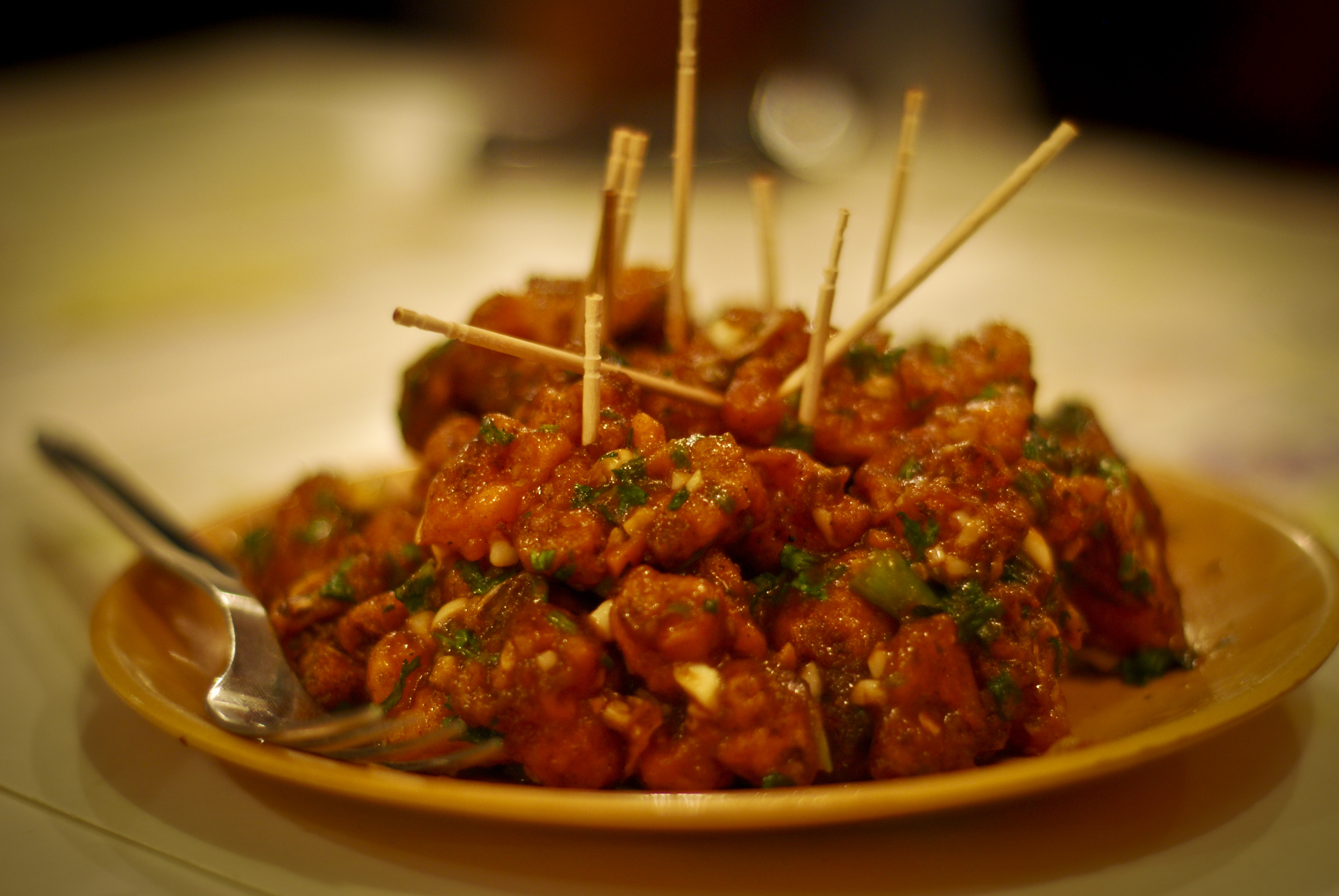
干式满洲鸡
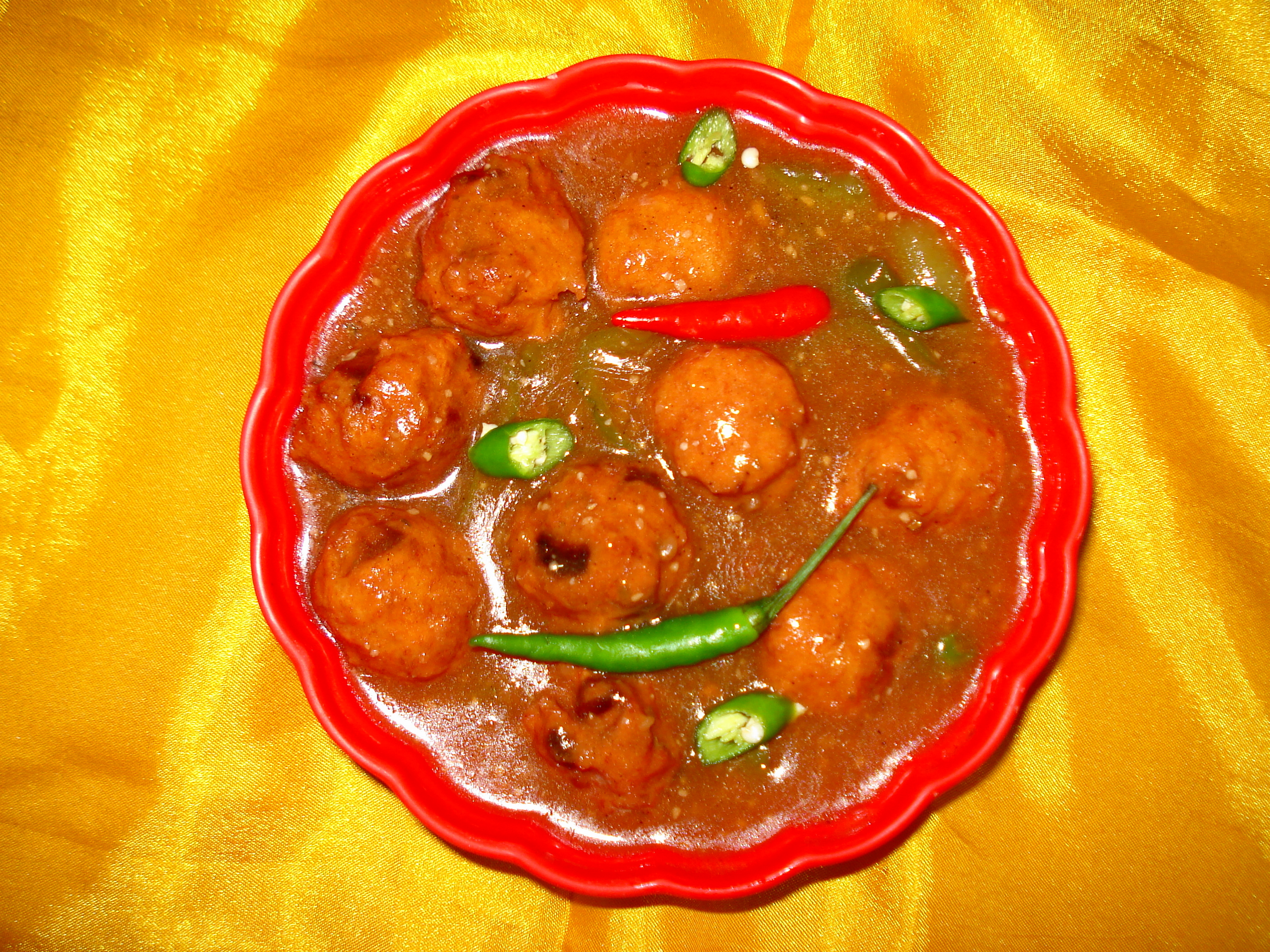
肉汁式满洲鸡